# Kosig Dunav osiguranje Banja Luka
Kosig Dunav osiguranje Banja Luka (code BLSE : KDVO-R-A) est une compagnie d'assurances bosnienne qui a son siège social à Banja Luka, la capitale de la république serbe de Bosnie. Elle figure parmi les sociétés entrant dans la composition du BIRS, l'indice principal de la Bourse de Banja Luka.

## Histoire
Kosig Dunav osiguranje Banja Luka a été créé en 1991. Son principal actionnaire est la compagnie serbe Dunav osiguranje Beograd, qui détient 59,47 % de son capital,.

## Activités
Kosig Dunav osiguranje Banja Luka propose une large gamme d'assurances comme l'assurance des biens contre les incendies et les cambriolages ou les assurances automobiles. Elle assure également les risques liés à la construction, les marchandises ou encore, pour les agriculteurs, le bétail et les récoltes.

## Données boursières
Le 12 mars 2010, l'action de Kosig Dunav osiguranje Banja Luka valait 203,93 BAM (marks convertibles), soit 104,27 EUR.